# 彩湖・道満グリーンパーク
彩湖・道満グリーンパーク（さいこ・どうまんグリーンパーク）は、埼玉県戸田市およびさいたま市南区・桜区にまたがる公園である。敷地内には、バーベキュー場や遊具、釣り堀、野球場、サッカー場などがある。

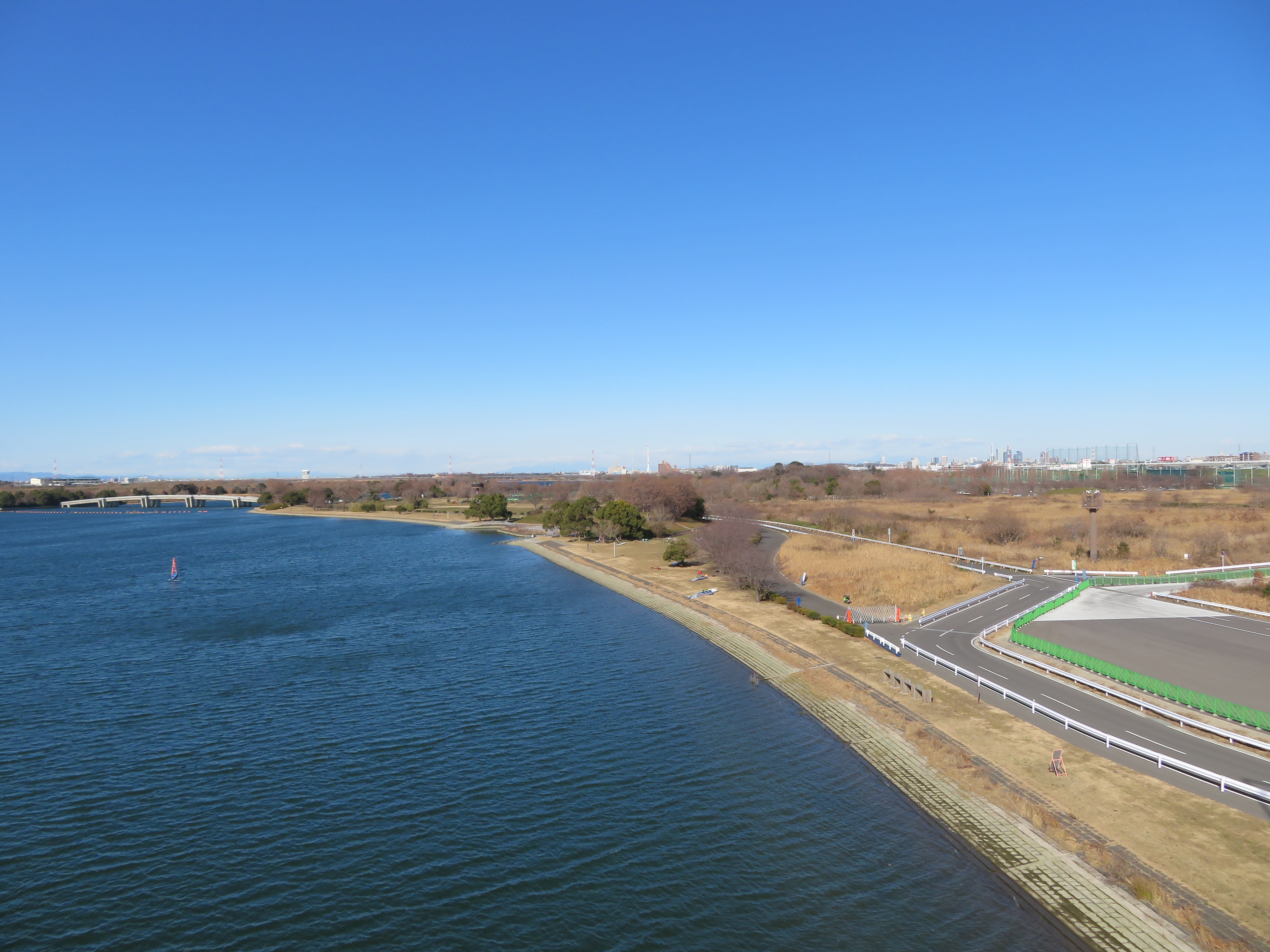
彩湖と公園遠景

## 概要
荒川の旧流路である道満河岸（旧荒川）周辺に整備されている。東京都心からの距離が最も近い最大の湖である。サッカー場、ソフトボール場、テニスコートなどは貸し出しも行われている。予約は戸田市役所ホームページで受付ている（但し、バーベキュー場は予約不要）。東映東京撮影所に近いことから、同撮影所のドラマや映画のロケにも利用されている。敷地内で戸田ヶ原の再生事業が行われている。

## データ
- 所在地：埼玉県戸田市大字重瀬745他 （戸田市西端の荒川河川敷）
- 面積：667,000m2

## 沿革
平成16年10月1日 - 駐車場の有料化

## アクセス
- 電車・バス
  - JR埼京線武蔵浦和駅から国際興業バスの下笹目行きに乗車。美谷本小学校入口または彩湖・道満グリーンパーク入口にて下車、徒歩5分

- 車
  - 国道298号（外環）幸魂大橋から進入（入口看板有り）
  - 国道17号バイパスから美女木交差点を曲がって直進

## 周辺施設
- 彩湖（荒川第一調節池）
- 外環（東京外環自動車道・国道298号）
- 美女木ジャンクション
- 新大宮バイパス（国道17号）
- 首都高速5号池袋線
- 首都高速埼玉大宮線
- 幸魂大橋
- 戸田市立美谷本小学校
- 戸田市立美笹中学校
- 彩湖自然学習センター
- 荒川水循環センター（下水処理場）
- ヤクルト戸田球場
- 戸田リトルシニアグラウンド